# Joseph Sweeney
Joseph „Joe“ F. Sweeney (* 26. Juli 1882 in Philadelphia, Pennsylvania; † 25. November 1963 in New York) war ein US-amerikanischer Theater- und Filmschauspieler.

## Leben und Karriere
Joseph Sweeney wurde 1882 – andere Quellen nennen auch 1884 – in Philadelphia geboren. In jungen Jahren lebte er in einem Wohnheim im Appartement über dem späteren Starkomiker W. C. Fields, der Sweeney auch zum Einstieg ins Showgeschäft ermutigte. Nachdem er seine Karriere zunächst als Jongleur begann, tourte er als Schauspieler mit verschiedenen Theatertruppen durch die Vereinigten Staaten und trat zwischen 1918 und 1953 in rund 35 Broadway-Stücken auf. Dabei spielte er in seinen Stücken unter anderem neben Herbert Marshall, Helen Hayes und Roy Roberts. Seinen letzten Auftritt am Broadway hatte er in der Originalproduktion von Arthur Millers Drama Hexenjagd, in welchem Sweeney die Rolle des Giles Corey verkörperte.
Bereits 1918 hatte er mit Sylvia on the Spree seinen ersten Film gedreht, doch bis zum Ende der 1940er-Jahre absolvierte er nur unregelmäßige Filmauftritte. In den 1950er-Jahren wurde er zu einem vielbeschäftigten Nebendarsteller im amerikanischen Fernsehen. Zumeist wurde Joseph Sweeney als freundlicher älterer Herr besetzt, so auch in seiner heute mit Abstand bekanntesten Rolle als Geschworener Nr. 9 im Gerichtsklassiker Die zwölf Geschworenen. Der weise, beobachtende Mann schlägt sich als Erster der Geschworenen auf die Seite von Henry Fondas Protagonisten. Die Rolle des Geschworenen Nr. 9 hatte Sweeney auch schon in der Fernsehvorlage von 1954 verkörpert. Sweeney stellte jedoch auch gelegentlich unsympathischere Rollen dar, etwa als diebischer Hausmeister im Filmdrama Der Mann im grauen Flanell (1956) an der Seite von Gregory Peck.
Noch in seinem Todesjahr absolvierte Sweeney ein halbes Dutzend Fernsehauftritte. Joseph Sweeney verstarb am Tage von Kennedys Beerdigung.

## Filmografie (Auswahl)
- 1918: Sylvia on a Spree
- 1930: The Jaywalker
- 1936: Soak the Rich
- 1940: Die Nacht vor der Hochzeit (The Philadelphia Story)
- 1950: Ins Leben entlassen (Outside the Wall)
- 1952–1955: Studio One (Fernsehserie, 5 Folgen)
- 1954–1959: The United States Steel Hour (Fernsehserie, 5 Folgen)
- 1956: Die erste Kugel trifft (The Fastest Gun Alive)
- 1956: Der Mann im grauen Flanell (The Man in the Gray Flannel Suit)
- 1957: Die zwölf Geschworenen (12 Angry Men)
- 1961–1963: Preston & Preston (The Defenders; Fernsehserie, 2 Folgen)
- 1963: Wagen 54, bitte melden ( Car 54, Where Are You?; Fernsehserie, 4 Folgen)